# 篭岩温泉
篭岩温泉（かごいわおんせん）は、栃木県日光市高徳（旧下野国）にある温泉。

## 泉質
- アルカリ性単純泉
  - pH8.6
  - 源泉温度 : 38.5度
  - 臭・味 : 微硫黄臭、微硫黄味
  - 色 : 無色薄濁、浮遊物あり

### 効能
- ストレス解消・神経痛・五十肩・リウマチほか

※注 効能はその効果を万人に保証するものではない。

## 温泉地
国道461号と鬼怒川が接し、日光市と塩谷町の境界近くに一軒宿のかご岩温泉が存在したが、2022年1月で閉館した。
跡地を含めた一帯がリゾートトラストにより再開発中で、会員制リゾートホテルの建設が進められている。

## アクセス
- 車 : 東北自動車道矢板インターチェンジから約35分
- 鉄道 : 東北本線矢板駅からバスで約45分、東武鬼怒川線新高徳駅からバス5分